# Mendenhall Order
Die Mendenhall Order war die Verordnung, mit der die Vereinigten Staaten von Amerika die nationalen Definitionen für die grundlegende Längeneinheit Yard und die Masseneinheit Avoirdupois Pound offiziell aufgaben und diese Definitionen auf das metrische System bezogen. Die Verordnung wurde am 5. April 1893 von Thomas Corwin Mendenhall, Superintendent des U.S. Coast and Geodetic Survey mit der Zustimmung des Finanzministers John Griffin Carlisle verkündet. Veröffentlicht wurde sie im Bulletin No. 26 - Fundamental Standards of Length and Mass des Surveys.

## Normen vor der Verordnung
Im Oktober 1834 wurden die Houses of Parliament des Vereinigten Königreichs durch einen Brand zerstört, wobei auch die britischen Normale für Länge und Masse vernichtet wurden. Als 1855 Ersatznormale fertiggestellt waren, gab man zwei Muster des Yards und eines des Avoirdupois-Pfundes an die USA. Ein Yard wurde offiziell zur Standardlängeneinheit der USA. Beide Yards wurden 1876 und 1888 wieder nach England gebracht und mit dem Imperial Yard des Vereinigten Königreichs verglichen. Das den USA übereignete Pfund-Muster stimmte mit dem Pfund der U.S. Mint (U.S.-Münzprägeanstalt) überein; es gibt widersprüchliche Angaben, welches davon der nationale Standard wurde.
Es gab jedenfalls eigene Normale für Länge und Masse im angelsächsischen Maßsystem und andere für das metrische System, die vom Office of Weights and Measures des U.S. Coast and Geodetic Survey verwahrt wurden: das eiserne „Committee Meter“ und das „Arago Kilogram“ aus Platin.

## Erste Schritte zum metrischen System
Im Jahre 1866 verabschiedete der U.S. Kongress ein Gesetz, das die Benutzung des metrischen Systems erlaubte, aber nicht vorschrieb. Darin enthalten war eine Umrechnungstabelle zwischen den traditionellen und den metrischen Einheiten.
Eine Serie von Konferenzen in Frankreich zwischen 1870 und 1875 führte zur Unterzeichnung der Meterkonvention und zur Einrichtung des Internationalen Büros für Maß und Gewicht, abgekürzt BIPM nach der französischen Bezeichnung. Das BIPM ließ Meter- und Kilogramm-Normale für alle Staaten, die das Abkommen unterzeichnet hatten, fertigen; zwei Meterstäbe und zwei Kilogrammstücke für die USA trafen 1890 dort ein, und lösten Comittee Meter und Arago Kilogram als nationale Standards des metrischen Systems ab.

## Gründe für den Wechsel
Das Normal des Imperial Yard von 1855 erwies sich als instabil: es verkürzte sich um messbare Beträge. Das Pfund-Gewichtsstück der Münze wurde ebenfalls für ungeeignet befunden. Daher war das Office of Weights and Measures bereits mehrere Jahre, bevor die Verordnung ausgegeben wurde, praktisch dazu gezwungen, auf die metrischen Standards wegen ihrer überragenden Stabilität zurückzugreifen. Zudem eigneten sich diese besser, um Präzisionsvergleiche durchzuführen. Das Office befand die Umrechnungstabellen aus dem Gesetz von 1866 für korrekt und benutzte sie, um Länge und Masse im angelsächsischen Maßsystem von den metrischen Normalen abzuleiten. 
Die Umrechnungen waren
{\displaystyle 1\ {\text{yard}}={\frac {3600}{3937}}\ {\text{metre}}}
und
{\displaystyle 1\ {\text{pound avoirdupois}}={\frac {1}{2,2046}}\ {\text{kg}}\ .}
Die Mendenhall Order war der formale Akt, die seit 1866 in der Praxis erprobten und bewusst einfach gehaltenen Umrechnungsfaktoren zur Norm zu erklären und eine Abkehr von dem Bestreben, britische und amerikanische Einheiten in Übereinstimmung zu halten.
In den folgenden Monaten stellte man fest, dass die Abweichung von der britischen Definition des Pfunds doch inakzeptabel war. Das Yard wich zwar auch ab, aber man blieb dabei, beim Pfund übernahm man jedoch die britische Definition, die mehr Nachkommastellen auswies: 
{\displaystyle 1\ {\text{pound avoirdupois}}={\frac {1}{2,204\,622\,34}}\ {\text{kilogramme}}\ .}
Per 21. März 1894 wurde die Gleichheit von britischem und US-amerikanischem Pfund erklärt und das Office of Weights and Measures gab einen nicht ganz korrekt gerundeten Umrechnungsfaktor an:
{\displaystyle 1\ {\text{avoirdupois pound}}=453,592\,42(77)\ \mathrm {gramme} \ .}
Der genaue Klammerausdruck der letzten Stellen (7989..) wäre korrekt zu (80) zu runden gewesen, entspricht aber möglicherweise einer britischen Quelle.

## Verbesserung der Umrechnungen
Die für die USA abschließenden Festlegungen von 1894 blieben 65 Jahre lang unverändert, aber Verbesserungen bei der Messtechnik und steigende Genauigkeitsanforderungen in der Praxis ließen die unterschiedlichen Definitionen der gleichen Grundeinheiten in den Volkswirtschaften mit Yard und Pfund zu merklich unterschiedlichen Messergebnissen kommen. Dies führte insbesondere im Warenverkehr des Commonwealth dazu, dass präzise Norm- und Maschinenteile mit Passungen wie Kugellager oder Dosiereinrichtungen nicht mehr beliebig austauschbar waren. Die wissenschaftliche Kommunikation war ebenfalls beeinträchtigt, da Forschungsergebnisse nicht mehr reproduzierbar waren und es drohte aus praktischen Gründen, dass verschiedene Disziplinen und Branchen der Hochtechnologie ihre Ergebnisse und Produkte zunehmend im metrischen System veröffentlichten. Um sich die Normhoheit im technologisch geschlossenen Commonwealthmarkt zu erhalten, legten die Commonwealthstaaten Australien, Kanada, Neuseeland, Südafrika und Vereinigte Königreich Vereinheitlichungen fest: 
{\displaystyle 1\ {\text{international yard}}=0,9144\ {\text{m}}}
und 
{\displaystyle 1\ {\text{international pound}}=0,453\,592\,37\ {\text{kg}}\ .}
Mit Wirkung vom 1. Juli 1959 definierten die Vereinigten Staaten von Amerika, dass das U.S.-Yard dem International Yard und das U.S.-Pound dem International Pound entspricht. In den Staaten, in denen Yard und Pfund im Alltag eine Rolle spielen, sind ebenfalls diese internationalen Definitionen üblich.

## Maßnormale und Maßsysteme
Mendenhall verordnete, dass die Normale, an denen sich die Längen- und Massenbestimmungen orientierten, von bestimmten Yard- und Pfund-Mustern zu bestimmten Meter- und Kilogramm-Mustern wechselten. Hingegen wurde niemand außerhalb des Office of Weights and Measures dazu veranlasst, statt des angelsächsischen Maßsystems das metrische System zu verwenden.